# 릭 왜고너
조지 리처드 "릭" 왜고너 주니어(1953년 2월 9일~)는 미국 사업가이자 전 제너럴 모터스 회장 겸 CEO이다. 왜고너는 2009년 3월 29일 백악관의 요청으로 제너럴 모터스의 회장 겸 CEO에서 사임했다. GM의 CEO로서 그의 임기 후반부에 GM의 시장 가치가 90% 이상 하락하고 회사가 820억 달러 이상의 손해를 보면서 그는 심한 비판을 받았다. 전기 자동차 인프라 회사인 ChargePoint 의 이사이다.

## 같이 보기
- 로저 스미스 (임원)
- 피트 에스테스
- 존 엘칸